# カンバーランド郡 (イリノイ州)
カンバーランド郡（英: Cumberland County）は、アメリカ合衆国イリノイ州の東部に位置する郡である。2010年国勢調査での人口は11,048人であり、2000年の11,253人から1.8％減少した。郡庁所在地はトレド村（人口1,238人）であり、同郡で人口最大の都市はニオガ市（人口1,636人）である。
カンバーランド郡はチャールストン・マットゥーン小都市圏に属している。

## 歴史
カンバーランド郡は1843年にコールズ郡から分離して設立された。郡名の由来はカンバーランド道路、カンバーランド川など諸説ある。

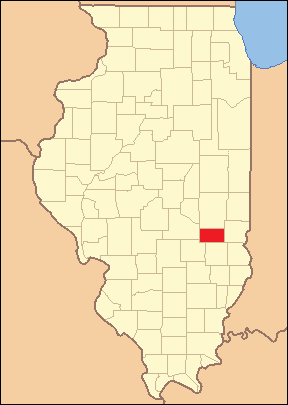
1843年創設時の郡領域、現在まで変わっていない

## 地理
アメリカ合衆国国勢調査局に拠れば、郡域全面積は347.00平方マイル (898.7 km2)であり、このうち陸地346.02平方マイル (896.2 km2)、水域は0.98平方マイル (2.5 km2)で水域率は0.28％である。

### 主要高規格道路
- 州間高速道路57号線
- 州間高速道路70号線
- アメリカ国道40号線
- アメリカ国道45号線
- イリノイ州道49号線
- イリノイ州道121号線
- イリノイ州道130号線

### 隣接する郡
- コールズ郡 - 北
- クラーク郡 - 東
- ジャスパー郡 - 南
- エフィンガム郡 - 南西
- シェルビー郡 - 西

## 気候と気象
近年、郡庁所在地であるトレド村の平均気温は1月の17°F (-8 ℃) から7月の86°F (30 ℃) まで変化している。過去最低気温は1985年1月に記録された-23°F (-31 ℃) であり、過去最高気温は1954年7月に記録された111°F (44 ℃) である。月間降水量は1月の2.03インチ (52 mm) から6月の4.21インチ (107 mm) まで変化している。

## 人口動態

2000人口ピラミッド

以下は2000年国勢調査による人口統計データである。
| 基礎データ - 人口: 11,253人 - 世帯数: 4,368 世帯 - 家族数: 3,083 家族 - 人口密度: 13人/km2（32人/mi2） - 住居数: 4,876軒 - 住居密度: 5軒/km2（14軒/mi2） 人種別人口構成 - 白人: 98.84% - アフリカン・アメリカン: 0.11% - ネイティブ・アメリカン: 0.20% - アジア人: 0.15% - 太平洋諸島系: 0.02% - その他の人種: 0.23% - 混血: 0.45% - ヒスパニック・ラテン系: 0.60% 先祖による構成 - ドイツ系：33.9％ - アメリカ人：27.4％ - イギリス系：11.7％ - アイルランド系：7.8％ 言語による構成 - 英語：98.9％ | 年齢別人口構成 - 18歳未満: 26.4% - 18-24歳: 8.0% - 25-44歳: 27.5% - 45-64歳: 22.2% - 65歳以上: 15.8% - 年齢の中央値: 37歳 - 性比（女性100人あたり男性の人口） - 総人口: 95.9 - 18歳以上: 93.3 世帯と家族（対世帯数） - 18歳未満の子供がいる: 33.2% - 結婚・同居している夫婦: 59.5% - 未婚・離婚・死別女性が世帯主: 7.6% - 非家族世帯: 29.4% - 単身世帯: 25.5% - 65歳以上の老人1人暮らし: 14.0% - 平均構成人数 - 世帯: 2.55人 - 家族: 3.06人 収入と家計 - 収入の中央値 - 世帯: 36,149米ドル - 家族: 42,704米ドル - 性別 - 男性: 30,6271米ドル - 女性: 20,007米ドル - 人口1人あたり収入: 16,953米ドル - 貧困線以下 - 対人口: 9.5% - 対家族数: 7.8% - 18歳未満: 12.7% - 65歳以上: 9.0% |

## 郡区
カンバーランド郡は下記8つの郡区に分割されている。
| - コットンウッド - クルックドクリーク - グリーナップ - ニオガ | - スプリングポイント - サンプター - ユニオン - ウッドベリー |

## 都市と町

### 都市
- ニオガ
- ケイシー（大半はクラーク郡）

### 村
- グリーナップ
- ジュウェット
- モントローズ（大半はエフィンガム郡）
- トレド - 郡庁所在地
- ヘイゼルデル
- ワラワラ
- ディーズ